# 1. Bundesliga 2000-01
La 1. Bundesliga 2000-01 fue la 38.ª edición de la Fußball-Bundesliga, la mayor competición futbolística de Alemania. Fue disputada por 18 equipos entre el 11 de agosto de 2000 y el 19 de mayo de 2001
Bayern de Múnich se quedó con el tricampeonato tras igualar en condición de visitante con Hamburgo en la última jornada. De esta forma, el cuadro bávaro alcanzó su decimoséptimo título en la primera división alemana, siendo este el decimosexto desde la creación de la Bundesliga.

## Equipos
| Pos | Descendidos de 1. Bundesliga |
| --- | ---------------------------- |
| 16º | Ulm                          |
| 17º | Arminia Bielefeld            |
| 18º | Duisburgo                    |

| Pos | Ascendidos de 2. Bundesliga |
| --- | --------------------------- |
| 1º  | Colonia                     |
| 2º  | Bochum                      |
| 3º  | Energie Cottbus             |

| Equipo              | Ciudad         | Estadio                  | Aforo  |
| ------------------- | -------------- | ------------------------ | ------ |
| 1860 Múnich         | Múnich         | Estadio Olímpico         | 63 000 |
| Bayer Leverkusen    | Leverkusen     | BayArena                 | 22 500 |
| Bayern de Múnich    | Múnich         | Estadio Olímpico         | 63 000 |
| Bochum              | Bochum         | Ruhrstadion              | 36 000 |
| Borussia Dortmund   | Dortmund       | Westfalenstadion         | 68 600 |
| Colonia             | Colonia        | Estadio Müngersdorfer    | 46 000 |
| Eintracht Fráncfort | Fráncfort      | Waldstadion              | 62 000 |
| Energie Cottbus     | Cottbus        | Stadion der Freundschaft | 21 000 |
| Friburgo            | Friburgo       | Dreisamstadion           | 25 000 |
| Hamburgo            | Hamburgo       | Volksparkstadion         | 62 000 |
| Hansa Rostock       | Rostock        | Ostseestadion            | 25 850 |
| Hertha Berlín       | Berlín         | Olympiastadion           | 76 000 |
| Kaiserslautern      | Kaiserslautern | Estadio Fritz Walter     | 41 500 |
| Schalke 04          | Gelsenkirchen  | Parkstadion              | 70 000 |
| Stuttgart           | Stuttgart      | Estadio Gottlieb Daimler | 53 700 |
| Unterhaching        | Unterhaching   | Sportpark Unterhaching   | 11 300 |
| Werder Bremen       | Bremen         | Weserstadion             | 36 000 |
| Wolfsburgo          | Wolfsburgo     | VfL-Stadion              | 21 600 |

### Equipos porEstados federados
| Región                            | N.º | Equipos                                                           |
| --------------------------------- | --- | ----------------------------------------------------------------- |
| Renania del Norte-Westfalia       | 5   | Bayer Leverkusen, Bochum, Borussia Dortmund, Colonia y Schalke 04 |
| Baviera                           | 3   | 1860 Múnich, Bayern de Múnich y Unterhaching                      |
| Baden-Wurtemberg                  | 2   | Friburgo y Stuttgart                                              |
| Baja Sajonia                      | 1   | Wolfsburgo                                                        |
| Berlín                            | 1   | Hertha Berlín                                                     |
| Bremen                            | 1   | Werder Bremen                                                     |
| Brandeburgo                       | 1   | Energie Cottbus                                                   |
| Hamburgo                          | 1   | Hamburgo                                                          |
| Hesse                             | 1   | Eintracht Fráncfort                                               |
| Mecklemburgo-Pomerania Occidental | 1   | Hansa Rostock                                                     |
| Renania-Palatinado                | 1   | Kaiserslautern                                                    |

## Sistema de competición
Los dieciocho equipos se enfrentaron entre sí bajo el sistema de todos contra todos a doble rueda, completando un total de 34 fechas. Las clasificación se estableció a partir de los puntos obtenidos en cada encuentro, otorgando tres por partido ganado, uno por empatado y ninguno en caso de derrota. En caso de igualdad de puntos entre dos o más equipos, se aplicaron, en el mencionado orden, los siguientes criterios de desempate:
1. Mejor diferencia de goles en todo el campeonato;
2. Mayor cantidad de goles a favor en todo el campeonato;
3. Mayor cantidad de puntos en los partidos entre los equipos implicados;
4. Mejor diferencia de goles en los partidos entre los equipos implicados;
5. Mayor cantidad de goles a favor en los partidos entre los equipos implicados.

Al finalizar el campeonato, el equipo ubicado en el primer lugar de la clasificación se consagró campeón y clasificó a la fase de grupos de la Liga de Campeones de la UEFA 2001-02, junto con el subcampeón. El tercero y el cuarto, por su parte, disputaron la tercera ronda previa de la misma competencia. Asimismo, los equipos que finalizaron el certamen en quinto y sexto lugar clasificaron a la primera ronda de la Copa de la UEFA 2001-02 junto con el campeón de la Copa de Alemania, mientras que los ubicados en las posiciones séptima, octava y novena accedieron a la Copa Intertoto de la UEFA 2001.
Por otro lado, los equipos que ocuparon los últimos tres puestos de la clasificación —decimosexta, decimoséptima y decimoctava— descendieron de manera directa a la 2. Bundesliga.

## Clasificación
| Pos. | Equipo               | Pts. | PJ | G  | E  | P  | GF | GC | Dif. | Clasificación 2001-02                        |
| ---- | -------------------- | ---- | -- | -- | -- | -- | -- | -- | ---- | -------------------------------------------- |
| 1    | Bayern de Múnich (C) | 63   | 34 | 19 | 6  | 9  | 62 | 37 | +25  | Fase de grupos de la Liga de Campeones       |
| 2    | Schalke 04           | 62   | 34 | 18 | 8  | 8  | 65 | 35 | +30  | Fase de grupos de la Liga de Campeones       |
| 3    | Borussia Dortmund    | 58   | 34 | 16 | 10 | 8  | 62 | 42 | +20  | Tercera ronda previa de la Liga de Campeones |
| 4    | Bayer Leverkusen     | 57   | 34 | 17 | 6  | 11 | 54 | 40 | +14  | Tercera ronda previa de la Liga de Campeones |
| 5    | Hertha Berlín        | 56   | 34 | 18 | 2  | 14 | 58 | 52 | +6   | Primera ronda de la Copa de la UEFA          |
| 6    | Friburgo             | 55   | 34 | 15 | 10 | 9  | 54 | 37 | +17  | Primera ronda de la Copa de la UEFA          |
| 7    | Werder Bremen        | 53   | 34 | 15 | 8  | 11 | 53 | 48 | +5   | Tercera ronda de la Copa Intertoto           |
| 8    | Kaiserslautern       | 50   | 34 | 15 | 5  | 14 | 49 | 54 | −5   |                                              |
| 9    | Wolfsburgo           | 47   | 34 | 12 | 11 | 11 | 60 | 45 | +15  | Tercera ronda de la Copa Intertoto           |
| 10   | Colonia              | 46   | 34 | 12 | 10 | 12 | 59 | 52 | +7   |                                              |
| 11   | 1860 Múnich          | 44   | 34 | 12 | 8  | 14 | 43 | 55 | −12  | Segunda ronda de la Copa Intertoto           |
| 12   | Hansa Rostock        | 43   | 34 | 12 | 7  | 15 | 34 | 47 | −13  |                                              |
| 13   | Hamburgo             | 41   | 34 | 10 | 11 | 13 | 58 | 58 | 0    |                                              |
| 14   | Energie Cottbus      | 39   | 34 | 12 | 3  | 19 | 38 | 52 | −14  |                                              |
| 15   | Stuttgart            | 38   | 34 | 9  | 11 | 14 | 42 | 49 | −7   |                                              |
| 16   | Unterhaching         | 35   | 34 | 8  | 11 | 15 | 35 | 59 | −24  | Descenso de categoría                        |
| 17   | Eintracht Fráncfort  | 35   | 34 | 10 | 5  | 19 | 41 | 68 | −27  | Descenso de categoría                        |
| 18   | Bochum               | 27   | 34 | 7  | 6  | 21 | 30 | 67 | −37  | Descenso de categoría                        |

Actualizado a los partidos jugados el 19 de mayo de 2001.
 Fuente: DFB
Notas:
1. 1 2  Kaiserslautern y Colonia rechazaron sus invitaciones a la Copa Intertoto 2001. Sus lugares en la tercera y segunda ronda fueron tomados por Wolfsburgo y 1860 Múnich, respectivamente.

| Bundesliga                          |
|                                     |
| Campeón Bayern de Múnich 17º título |

## Resultados
| Local \ Visitante   | MUN | BAL | BAY | BOC | BOD | COL | COT | FRA | FRI | HAM | HAN | HER | KAI | SCH | STU | UNT | WER | WOL |
| ------------------- | --- | --- | --- | --- | --- | --- | --- | --- | --- | --- | --- | --- | --- | --- | --- | --- | --- | --- |
| 1860 Múnich         | —   | 1–0 | 0–2 | 2–4 | 1–0 | 3–1 | 0–1 | 2–2 | 3–1 | 2–1 | 2–1 | 0–1 | 0–4 | 1–1 | 2–1 | 0–2 | 2–1 | 2–2 |
| Bayer Leverkusen    | 0–0 | —   | 0–1 | 1–0 | 2–0 | 4–1 | 1–3 | 1–0 | 1–3 | 1–1 | 1–2 | 4–0 | 4–2 | 0–3 | 4–0 | 1–0 | 3–0 | 2–0 |
| Bayern Múnich       | 3–1 | 2–0 | —   | 3–2 | 6–2 | 1–1 | 2–0 | 1–2 | 1–0 | 2–1 | 0–1 | 4–1 | 2–1 | 1–3 | 1–0 | 3–1 | 2–3 | 3–1 |
| Bochum              | 1–1 | 3–2 | 0–3 | —   | 1–1 | 2–3 | 1–0 | 2–1 | 1–3 | 0–4 | 1–2 | 1–3 | 0–1 | 1–1 | 0–0 | 3–0 | 1–2 | 2–1 |
| Borussia Dortmund   | 2–3 | 1–3 | 1–1 | 5–0 | —   | 3–3 | 2–0 | 6–1 | 1–0 | 4–2 | 1–0 | 2–0 | 1–2 | 0–4 | 0–0 | 3–0 | 0–0 | 2–1 |
| Colonia             | 4–0 | 1–1 | 1–2 | 2–0 | 0–0 | —   | 4–0 | 4–1 | 0–1 | 4–2 | 5–2 | 1–0 | 0–1 | 2–2 | 3–2 | 1–1 | 1–3 | 0–0 |
| Energie Cottbus     | 2–3 | 1–2 | 1–0 | 2–0 | 1–4 | 0–2 | —   | 2–0 | 0–2 | 4–2 | 1–0 | 3–0 | 0–2 | 4–1 | 2–1 | 1–0 | 3–1 | 0–0 |
| Eintracht Fráncfort | 1–0 | 1–3 | 0–2 | 3–0 | 1–1 | 1–5 | 1–0 | —   | 3–0 | 1–1 | 4–0 | 0–4 | 3–1 | 0–0 | 2–1 | 3–0 | 1–2 | 1–2 |
| Friburgo            | 0–3 | 0–1 | 1–1 | 5–0 | 2–2 | 0–0 | 4–1 | 5–2 | —   | 0–0 | 0–0 | 1–0 | 5–2 | 3–1 | 4–0 | 2–0 | 0–1 | 4–1 |
| Hamburgo            | 2–2 | 1–3 | 1–1 | 3–0 | 2–3 | 1–1 | 2–1 | 2–0 | 5–0 | —   | 2–1 | 1–2 | 1–1 | 2–0 | 2–2 | 1–1 | 2–1 | 3–2 |
| Hansa Rostock       | 0–0 | 2–1 | 3–2 | 2–0 | 1–2 | 2–1 | 1–0 | 0–2 | 0–0 | 1–0 | —   | 0–2 | 1–0 | 0–4 | 1–1 | 2–2 | 5–2 | 1–1 |
| Hertha Berlín       | 3–0 | 1–1 | 1–3 | 4–0 | 1–0 | 4–2 | 3–1 | 3–0 | 2–2 | 4–0 | 1–0 | —   | 2–4 | 0–2 | 2–0 | 2–1 | 4–1 | 1–3 |
| Kaiserslautern      | 3–2 | 0–1 | 0–0 | 0–1 | 1–4 | 3–1 | 1–1 | 4–2 | 0–2 | 2–1 | 0–1 | 0–1 | —   | 3–2 | 1–0 | 4–0 | 2–0 | 0–0 |
| Schalke 04          | 2–0 | 0–0 | 3–2 | 2–1 | 0–0 | 2–1 | 3–0 | 4–0 | 0–0 | 0–1 | 2–0 | 3–1 | 5–1 | —   | 2–1 | 5–3 | 1–1 | 2–1 |
| Stuttgart           | 2–2 | 4–1 | 2–1 | 1–1 | 0–2 | 0–3 | 1–0 | 4–1 | 0–0 | 3–3 | 1–0 | 0–1 | 6–1 | 1–0 | —   | 2–2 | 2–1 | 2–1 |
| Unterhaching        | 3–2 | 1–2 | 1–0 | 2–1 | 1–4 | 0–0 | 2–1 | 2–0 | 1–1 | 2–1 | 1–1 | 5–2 | 0–0 | 0–2 | 0–0 | —   | 0–0 | 0–3 |
| Werder Bremen       | 2–0 | 3–3 | 1–1 | 2–0 | 1–2 | 2–1 | 3–1 | 1–1 | 3–1 | 3–1 | 3–0 | 3–1 | 1–2 | 2–1 | 1–0 | 0–0 | —   | 2–3 |
| Wolfsburgo          | 0–1 | 2–0 | 1–3 | 0–0 | 1–1 | 6–0 | 1–1 | 3–0 | 1–2 | 4–4 | 2–1 | 2–1 | 4–0 | 2–0 | 2–2 | 6–1 | 1–1 | —   |

## Estadísticas

### Goleadores
| Jugador         | Equipo           | Goles |
| --------------- | ---------------- | ----- |
| Sergej Barbarez | Hamburgo         | 22    |
| Ebbe Sand       | Schalke 04       | 22    |
| Claudio Pizarro | Werder Bremen    | 19    |
| Michael Preetz  | Hertha Berlín    | 16    |
| Élber Giovane   | Bayern de Múnich | 15    |
| Oliver Neuville | Bayer Leverkusen | 15    |